# 야엘 바르 조하르
야엘 바르 조하르(히브리어: יעל בר זוהר, 영어: Yael Bar Zohar, 1980년 1월 29일 ~ )는 이스라엘의 배우, 모델, 사회자이다.